# Mouchamps
Mouchamps est une commune française située dans le département de la Vendée, en région Pays de la Loire.

## Géographie
Le territoire municipal de Mouchamps s'étend sur 5 490 hectares. L'altitude moyenne de la commune est de 90 mètres, avec des niveaux fluctuant entre 47 et 121 mètres,.
La commune est arrosée par le Petit Lay qui la limite en partie au nord-est et au sud-ouest.

### Communes limitrophes
| Vendrennes                             | Les Herbiers             | Saint-Paul-en-Pareds Le Boupère |
| L'Oie                                  | Mouchamps                | Rochetrejoux                    |
| Sainte-Cécile Saint-Vincent-Sterlanges | Saint-Germain-de-Prinçay | Saint-Prouant                   |

- Les Herbiers
- Saint-Paul-en-Pareds sur moins de 200 mètres
- Le Boupère
- Rochetrejoux
- Saint-Prouant
- Saint-Germain-de-Prinçay
- Saint-Vincent-Sterlanges
- Sainte-Cécile
- L'Oie
- Vendrennes

### Climat
Pour des articles plus généraux, voir Climat des Pays de la Loire et Climat de la Vendée.
En 2010, le climat de la commune est de type climat océanique altéré, selon une étude du CNRS s'appuyant sur une série de données couvrant la période 1971-2000. En 2020, Météo-France publie une typologie des climats de la France métropolitaine dans laquelle la commune est exposée à un climat océanique et est dans la région climatique  Bretagne orientale et méridionale, Pays nantais, Vendée, caractérisée par une faible pluviométrie en été et une bonne insolation. 
Pour la période 1971-2000, la température annuelle moyenne est de 11,9 °C, avec une amplitude thermique annuelle de 14,6 °C. Le cumul annuel moyen de précipitations est de 827 mm, avec 12,4 jours de précipitations en janvier et 6,5 jours en juillet. Pour la période 1991-2020, la température moyenne annuelle observée sur la station météorologique de Météo-France la plus proche, « St-Fulgent_sapc », sur la commune de Saint-Fulgent à 12 km à vol d'oiseau, est de 12,6 °C et le cumul annuel moyen de précipitations est de 815,9 mm,. Pour l'avenir, les paramètres climatiques de la commune estimés pour 2050 selon différents scénarios d'émission de gaz à effet de serre sont consultables sur un site dédié publié par Météo-France en novembre 2022.

## Urbanisme

### Typologie
Au 1er janvier 2024, Mouchamps est catégorisée bourg rural, selon la nouvelle grille communale de densité à sept niveaux définie par l'Insee en 2022.
Elle est située hors unité urbaine. Par ailleurs la commune fait partie de l'aire d'attraction des Herbiers, dont elle est une commune de la couronne,. Cette aire, qui regroupe 15 communes, est catégorisée dans les aires de 50 000 à moins de 200 000 habitants,.

### Occupation des sols
L'occupation des sols de la commune, telle qu'elle ressort de la base de données européenne d’occupation biophysique des sols Corine Land Cover (CLC), est marquée par l'importance des territoires agricoles (87,7 % en 2018), une proportion sensiblement équivalente à celle de 1990 (88,2 %). La répartition détaillée en 2018 est la suivante : 
terres arables (56 %), zones agricoles hétérogènes (29,4 %), forêts (8,8 %), zones urbanisées (3 %), prairies (1,7 %), cultures permanentes (0,5 %), eaux continentales (0,5 %). L'évolution de l’occupation des sols de la commune et de ses infrastructures peut être observée sur les différentes représentations cartographiques du territoire : la carte de Cassini (XVIIIe siècle), la carte d'état-major (1820-1866) et les cartes ou photos aériennes de l'IGN pour la période actuelle (1950 à aujourd'hui).

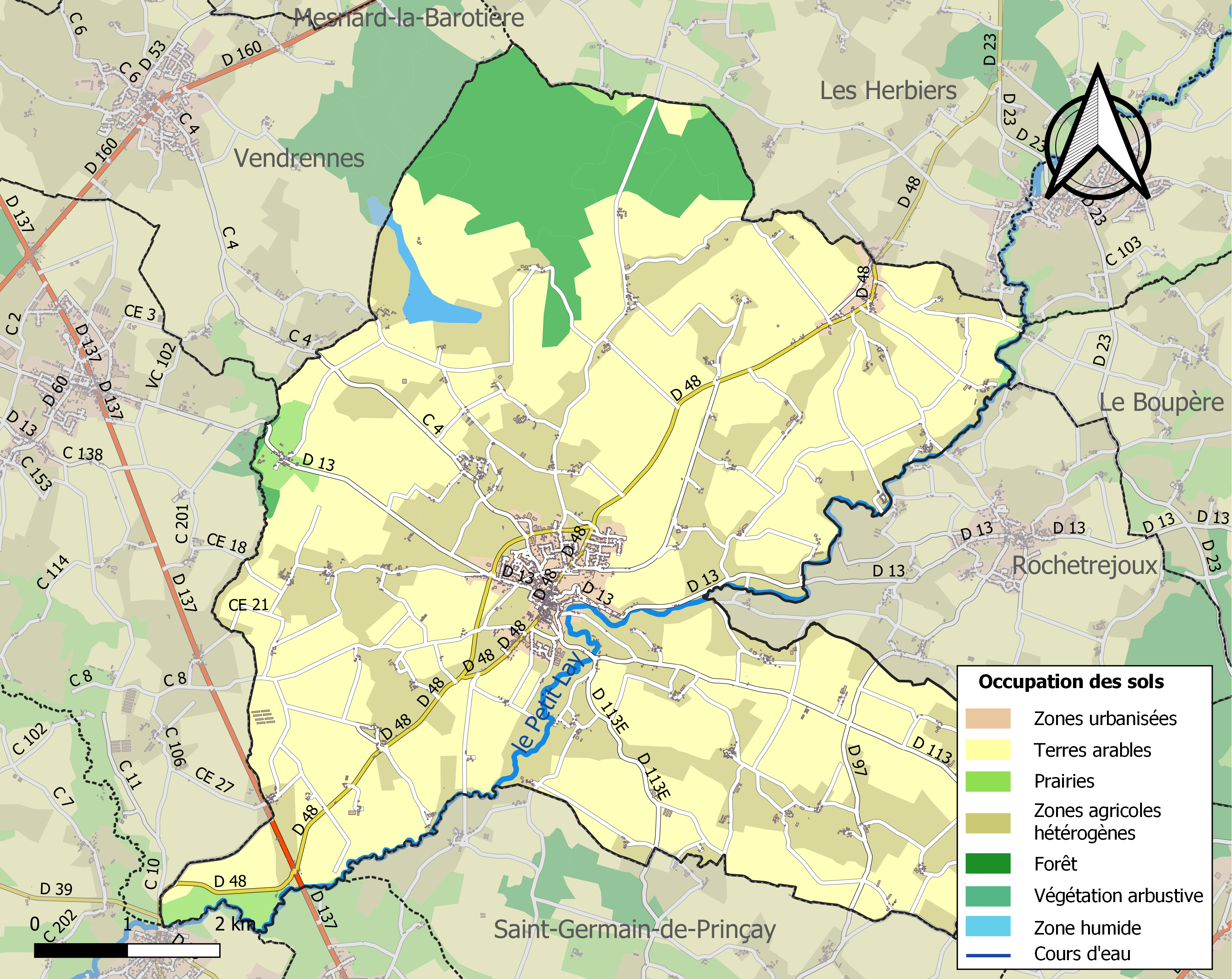
Carte des infrastructures et de l'occupation des sols de la commune en 2018 (CLC).

## Histoire
Juché sur un escarpement rocheux, Mouchamps domine la rivière du Petit-Lay.
La présence préhistorique est attestée par la découverte de silex et de haches polies au lieu-dit la Verrie.
L'ancienne église paroissiale, abandonnée au XVIe siècle en ruine, a complètement disparu. Elle a été remplacée par l'église actuelle, ancienne chapelle du château fort, construite au XIIe siècle. Autour d'elle s'élevait une forteresse, fief des puissants seigneurs du Parc-Soubise, les Lusignan, les Parthenay, puis les Rohan. Son temple témoigne de l'existence d'une communauté protestante « héritière » de l'engagement des mêmes seigneurs dans la Réforme, au XVIe siècle, entraînant une part de la population mouchampaise avec eux. Quelques vieilles maisons, qui ont conservé des éléments d’architecture Renaissance, dispersées dans le bourg et les villages, illustrent l’apogée économique de la commune à la fin du XVIe siècle et au début du XVIIe siècle.
Les maisons bourgeoises de la fin du XIXe siècle et du début du XXe siècle attestent la réussite d'une classe dominant l’économie et la politique de la commune à cette période. En ce début de siècle, Mouchamps est alors une bourgade rurale de près de 2 700 habitants, avec 250 exploitations agricoles.
Dans les années 1960, la commune passe au stade semi-industriel, avec l'implantation de diverses entreprises.
De nos jours, Mouchamps mise aussi sur le tourisme : elle a récemment créé le hameau du Petit Lay, constitué d’un village de chalets et d’un camping, et est labellisable « Petite cité de caractère ».

## Toponymie
Origine du nom : du latin mollis campo qui a donné Mol-Champ puis Mouchamps.

## Politique et administration

### Liste des maires

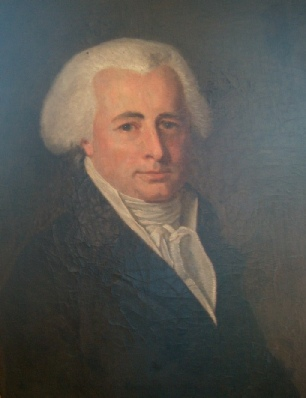
Pierre-Paul Clemenceau (1749-1825), maire de Mouchamps.
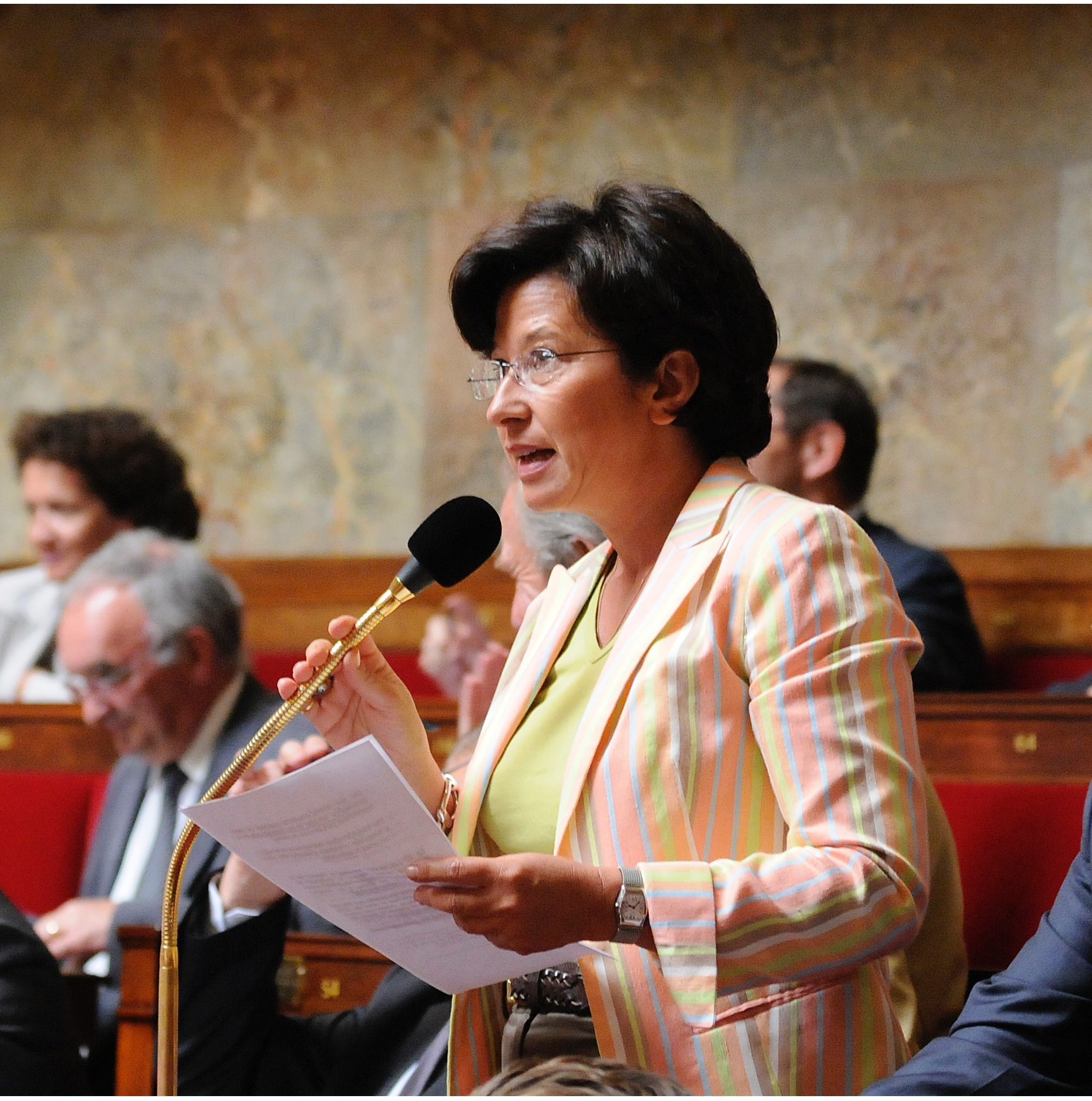
Véronique Besse (1963), maire de Mouchamps de 1995 à 2001.

## Population et société

### Démographie

#### Évolution démographique
L'évolution du nombre d'habitants est connue à travers les recensements de la population effectués dans la commune depuis 1800. Pour les communes de moins de 10 000 habitants, une enquête de recensement portant sur toute la population est réalisée tous les cinq ans, les populations de référence des années intermédiaires étant quant à elles estimées par interpolation ou extrapolation. Pour la commune, le premier recensement exhaustif entrant dans le cadre du nouveau dispositif a été réalisé en 2007.

En 2022, la commune comptait 2 986 habitants, en évolution de +4,22 % par rapport à 2016 (Vendée : +5,33 %, France hors Mayotte : +2,11 %).
| 1800  | 1806  | 1821  | 1831  | 1836  | 1841  | 1846  | 1851  | 1856  |
| ----- | ----- | ----- | ----- | ----- | ----- | ----- | ----- | ----- |
| 1 720 | 1 500 | 2 089 | 2 186 | 2 236 | 2 329 | 2 491 | 2 701 | 2 820 |

| 1861  | 1866  | 1872  | 1876  | 1881  | 1886  | 1891  | 1896  | 1901  |
| ----- | ----- | ----- | ----- | ----- | ----- | ----- | ----- | ----- |
| 2 803 | 2 891 | 2 878 | 2 850 | 2 999 | 3 141 | 3 188 | 3 113 | 3 089 |

| 1906  | 1911  | 1921  | 1926  | 1931  | 1936  | 1946  | 1954  | 1962  |
| ----- | ----- | ----- | ----- | ----- | ----- | ----- | ----- | ----- |
| 2 961 | 3 010 | 2 740 | 2 743 | 2 671 | 2 651 | 2 631 | 2 563 | 2 554 |

| 1968  | 1975  | 1982  | 1990  | 1999  | 2006  | 2007  | 2012  | 2017  |
| ----- | ----- | ----- | ----- | ----- | ----- | ----- | ----- | ----- |
| 2 434 | 2 235 | 2 293 | 2 398 | 2 443 | 2 569 | 2 585 | 2 811 | 2 886 |

| 2022  | - | - | - | - | - | - | - | - |
| ----- | - | - | - | - | - | - | - | - |
| 2 986 | - | - | - | - | - | - | - | - |

#### Pyramide des âges
En 2018, le taux de personnes d'un âge inférieur à 30 ans s'élève à 36,8 %, soit au-dessus de la moyenne départementale (31,6 %). À l'inverse, le taux de personnes d'âge supérieur à 60 ans est de 21,9 % la même année, alors qu'il est de 31,0 % au niveau départemental.
En 2018, la commune comptait 1 483 hommes pour 1 418 femmes, soit un taux de 51,12 % d'hommes, largement supérieur au taux départemental (48,84 %).
Les pyramides des âges de la commune et du département s'établissent comme suit.
| Hommes | Classe d’âge | Femmes |
| ------ | ------------ | ------ |
| 0,8    | 90 ou +      | 1,3    |
| 6,1    | 75-89 ans    | 8,4    |
| 13,6   | 60-74 ans    | 13,8   |
| 19,7   | 45-59 ans    | 20,3   |
| 22,8   | 30-44 ans    | 19,6   |
| 14,4   | 15-29 ans    | 14,5   |
| 22,7   | 0-14 ans     | 22,1   |

| Hommes | Classe d’âge | Femmes |
| ------ | ------------ | ------ |
| 0,8    | 90 ou +      | 2,2    |
| 8,7    | 75-89 ans    | 11,1   |
| 20,3   | 60-74 ans    | 21,3   |
| 20     | 45-59 ans    | 19,4   |
| 17,5   | 30-44 ans    | 16,8   |
| 15     | 15-29 ans    | 13,2   |
| 17,7   | 0-14 ans     | 16,1   |

### Enseignement
- On note la présence d'une école maternelle et primaire publique sur la commune. Il y a aussi une école maternelle et primaire privée sous contrat d'association avec l'état.

### Sports
Mouchamps a une grande histoire dans le basket, avec la St Jo de Mouchamps. 

## Culture locale et patrimoine

### Lieux et monuments
- L'église Saint-Pierre,  Inscrit MH (2013)[27].
- Les tombes de Georges Clemenceau et de son père Benjamin (bois du Colombier)[28], fin du XIXe et XXe siècles,  Inscrit MH (1998)
- La Chaussée - XIXe siècle
- Le château du parc Soubise[29], fin du XVIIIIe siècle,  Classé MH (1987)
- Le logis du Colombier, XVIe siècle
- Le Temple protestant, 1833
- Le Cimetière protestant du « Moulin aux Draps », XIXe siècle
- Le Château Masson, 1851
- La fontaine de la rue de la Poterne, 1861
- Le lavoir (rue du Beignon), 1925
- Le monument au commandant Guilbaud (la gare), 1930[30],  Inscrit MH (2013)
- Le Calvaire du Parquet (place Clemenceau), 1947

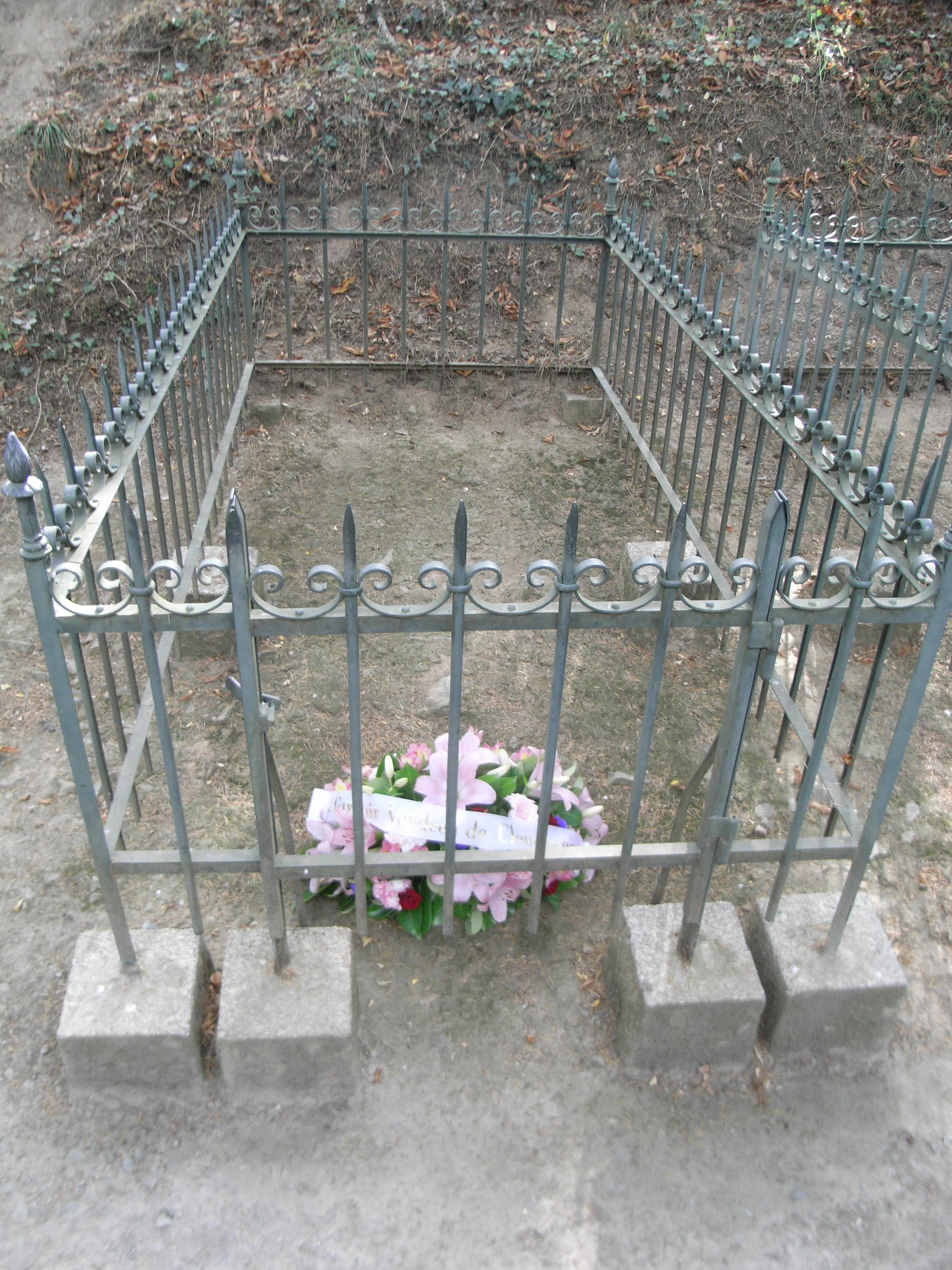
Sépulture de Georges Clemenceau.
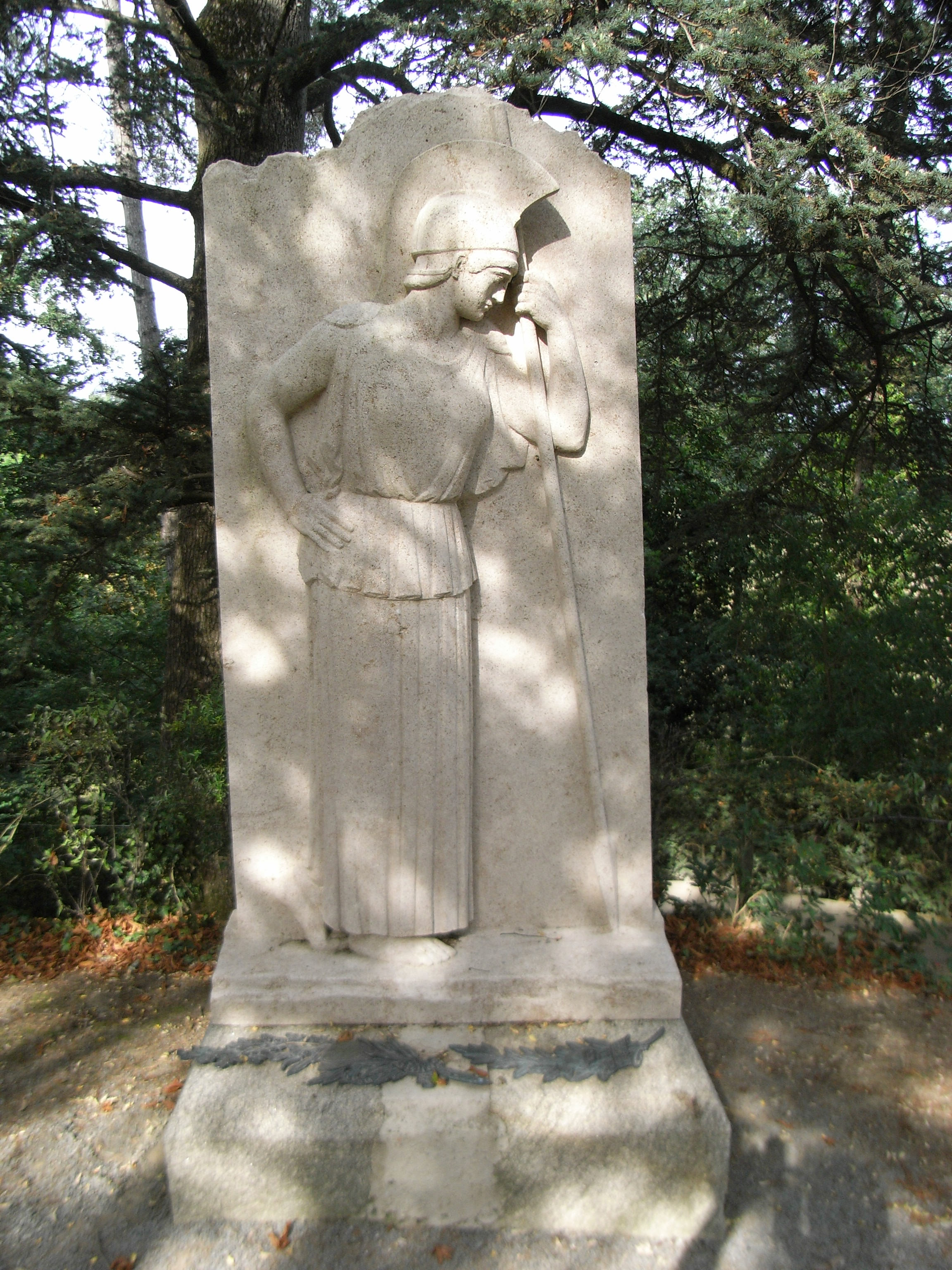
Sépulture de Georges Clemenceau.
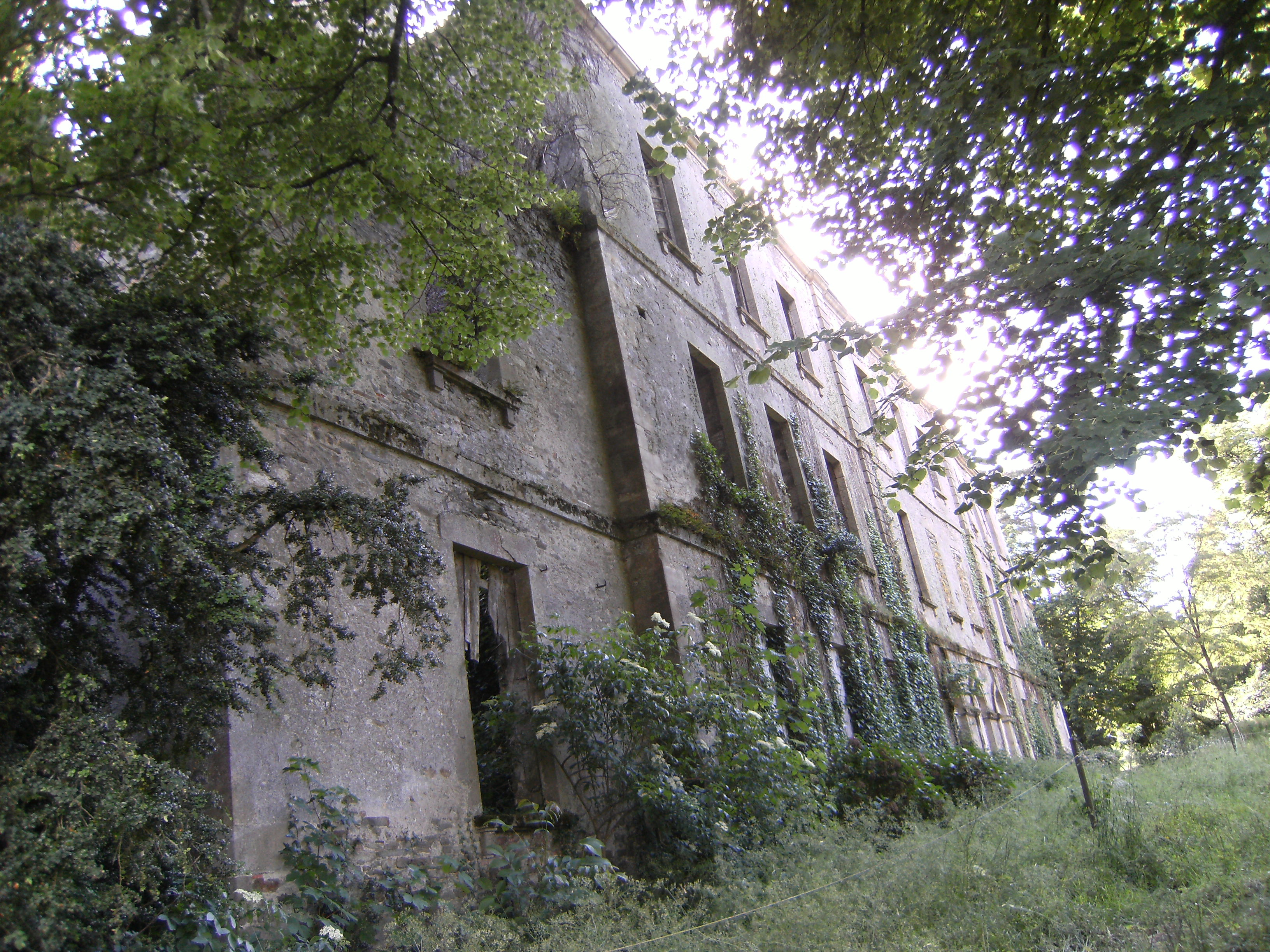
Le château vu de l'étang.
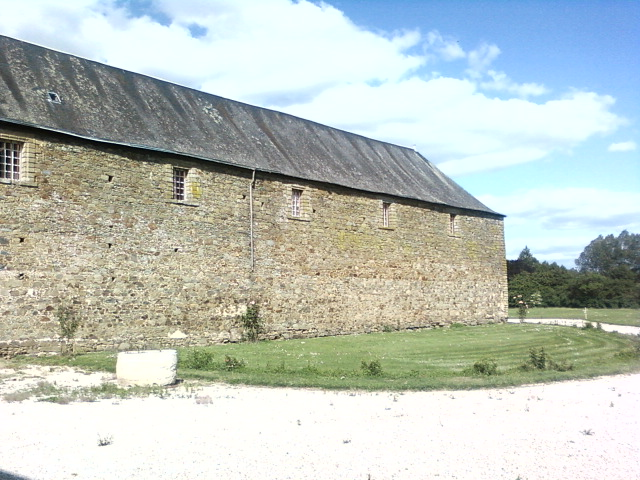
Grange d'origine.
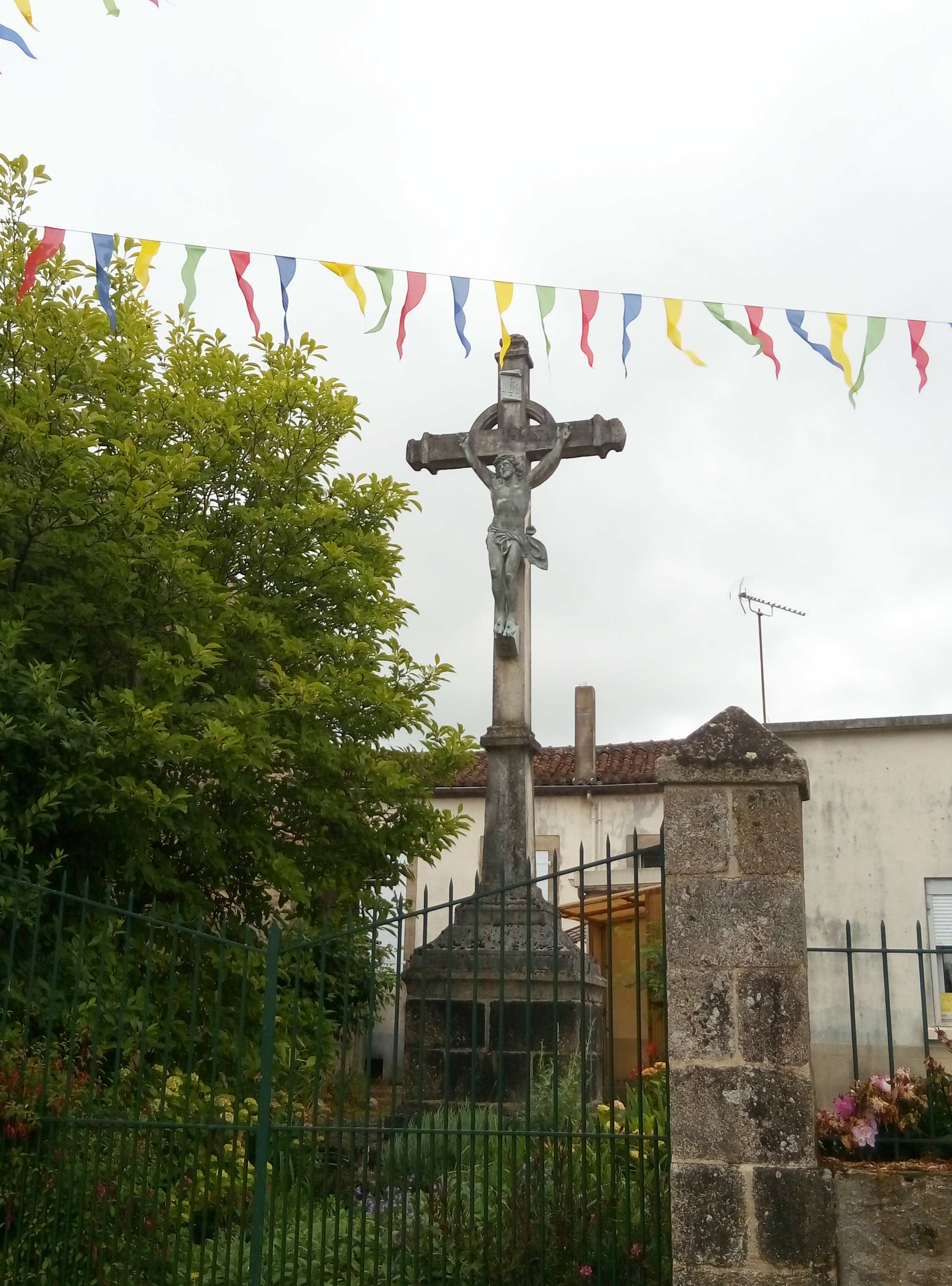
Calvaire du Parquet.

### Personnalités liées à la commune

Blason de François Viète (portail).

- François Viète (1540-1603), mathématicien initiateur de l'algèbre nouvelle, précepteur de la précédente, qui produisit ses premières œuvres à Mouchamps.
- Catherine de Parthenay (1554-1631), humaniste et femme de lettres née et décédée à Mouchamps.
- Pierre-Paul Clemenceau (1749-1825), ancien maire de Mouchamps et arrière-grand-père de Georges Clemenceau.
- Georges Clemenceau (1841-1929) et son père Benjamin (1810-1897) sont enterrés au hameau du Colombier à Mouchamps, propriété de la famille.
- René Guilbaud (1890-1928), commandant et aviateur né à Mouchamps et mort en 1928 avec Amundsen lors de la tentative de sauvetage de l'équipage du dirigeable Italia de Umberto Nobile sur la route du pôle Nord.
- André Ducasse (1894-1986), écrivain né à Mouchamps, agrégé de lettres, professeur retraité et homme de lettres. Chevalier de la Légion d'honneur, Croix de guerre 1914-1918.
- Antoine Rigaudeau (1971), basketteur dont la mère est native de Mouchamps, vice-champion olympique en 2000 et capitaine de l'équipe de France.